# Долни Луковит
До̀лни Лу̀ковит е село в Северна България. То се намира в община Искър, област Плевен.

## География
Село Долни Луковит се намира на левия бряг на р. Искър в западната част на област Плевен. Селата Долни Луковит, Староселци и Писарово и гр. Искър образуват община Искър.

## История
На север от сегашното село Долни Луковит, на около един километър е съществувало римско селище от късноантичния период. За това свидетелствуват основите на крепост и други обществени сгради, които са разкрити при прокопаването на канал за водоснабдяването на с. Староселци. Освен това са намерени фрагменти от строителни материали и монети от I до IV век (монети от Константин Велики).
Римското селище се е намирало на главния римски път водещ от Улпия Ескус (днешното с. Гиген) до Сердика (дн. София). Името на това селище е неизвестно, тъй като не са правени археологически проучвания. Било е със значително големи размери, но е разрушено от варвари през IV век.
Вероятно през VI век, когато славяните минават река Дунав, в близост до това римско селище възниква славянско селце. На сегашната територия на Долни Луковит възникват още няколко малки славянски селца.
През 1971, 72 и 73 години, Археологическият институт при БАН прави проучвания на славянските селища, като са разкопани няколко некропола. Разкрити и проучени са повече от 50 гроба. Установено е, че тези славянски селища датират от IX и Х век.
На това славянско село жилищните постройки, вероятно землянки, са били на мястото на сегашния II стопански двор. При изкопни работи там са намерени пещи за хляб, двукамерна грънчарска пещ, фрагменти от керамични съдове и др. Славянското селище е продължавало да съществува и през Втора Българска държава, за което свидетелстват археологически находки от XI до XIV век.
В турски документ от 1435 година фигурира за пръв път село Луковит, състоящо се от 44 домакинства.
В пътеписите на Евлия Челеби (17 век) се споменава село Луковит под името – Лук дере, а в турски документ от 1634 година се споменава между имената на бурдуците и името на Иван-син на Стоян от Луковит.
Идва период, когато селото замира и вероятно в края на 17 век и първите десетилетия на 18 век бива изселено по неизвестни причини. В средата на 18 век има ново заселване в Луковит от жители от предбалканските селца, а именно: Фамилията Янкуловци са от село Дрешан, Диловци, Ходжовци, Дупченовци и Боздуците – от Г. Луковит, Ивановци, Стояновци и Йотовци – от Камено поле, Потовци от Чумаковци и др. Новите заселници намират тук открити зидани кладенци, каквито са известни още като Патовския, Чуфлигарския, Манчовския, Йончовския и др.
В селото не е имало турско население. Административно се е числяло към Кнежа и Ряховска кааза (Оряховска околия). Землището е било богато с пасбища и гори, поради което населението се е занимавало със скотовъдство – овце, говеда, коне и по-малко земеделие. Река Искър е благоприятствала водопоя. Хората са живели в малки землянки, които са запазени до Балканската и Първата световна воина.
При избухването на Балканската война един човек от Долни Луковит е доброволец в Македоно-одринското опълчение.
На 1 април 1923 г. в селото е разкрита телеграфо-пощенска станция с ограничено телеграфно действие и с прием на проста и препоръчана вътрешна и международна пощенска и телеграфна кореспонденция.
В началото на 40-те години на XX век в селото е проведена комасация, като броят на земеделските имоти е намален от 2937 на 908.
На изборите през 1949 година, след забраната на опозицията и в разгара на колективизацията, в селото гласуват по-малко от половината избиратели. През следващото лято се провеждат и женски демонстрации срещу колективизацията.

## Читалище „Христо Ботев“ и библиотека
Още през 1915 г. сред учителите Начо Филипов, Тодор Стоянов, Ангел Гергов, Иван Трендафилов и др. назрява идеята да се основе читалище в Долни Луковит. Тази идея обаче бива осуетена поради обстановката, която се създава в навечерието на Първата световна война. Почти всички заминават на фронта и идеята за читалище остава неосъществена. След края на войната българският народ изживява тежките последици на материални лишения и унизено национално достойнство. В тези години на морална безизходица здравите сили на народа правят усилия за възвръщане на вярата му в по-светло бъдеще, да разкрият перспективи за неговото обновление. В такава обстановка идеята за създаване на читалище в селото отнова се подема. Инициативата се разширява извън учителските среди, като обхваща и ученици от по-горните класове на гимназията и будни младежи.
След годишнината от рождението на Христо Ботев, който предварително е определен за патрон на читалището, на 12 януари 1924 година в голямата класна стая на старото училище в Долни Луковит, около двадесетина ентусиазирани учители, гимназисти, дошли в зимна ваканция, и няколко по-будни граждани се събират и основават читалище. За първообраз на неговия устав се възприема устава на читалището в гр. Оряхово, като се назовава: „Ученолюбиво дружество“ читалище „Христо Ботев“. Целта му е всестранно културно издигане на жителите на селото.
Избира се ръководство в състав:
- Председател – Начо Филипов Начов – учител
- Секретар – Борис Попов Стефанов – учител
- Библиотекар – Йордан Търпоманов – учител, който още същата година напуска селото и на негово място като библиотекар остава Борис Попов Стефанов, който цели 32 години без прекъсване остава библиотекар, без възнаграждение до 1956 г.

До 1931 година читалището няма собствена сграда. Отначало библиотеката се е помещавала в частните къщи на Тодор Стоянов, където се е помещавала и кредитната кооперация, а по-късно в дома на Гаврил Дамянов, братя Станкови и Христо Киров. Библиотеката обаче остава и в училището, където учи библиотекара Борис Попов.
През 1921 г., в селото започва строеж на нова училищна сграда за прогимназия. По решение на общинския съвет, училищното настоятелство и читалищното ръководство, към тази сграда се построява читалищен салон с две помещения за канцелария и гримьорна. По този начин читалището се задоволява с помещения. За библиотека се оставя и една голяма стая от училищните класни, която се ползва до 1967 година.
Едва през 1967 година, по предложение на читалищното ръководство с председател Цоло Йорданов Игнатов – учител, общинския народен съвет с председател Илия Вълчев Яков, включва в строителната програма направа на пристройка към читалището, която е завършена през 1971 година. По този начин читалището разширява своите помещения с още един салон за увеселения, библиотека с две читални, две гримьорни, две репетиционни зали, стая за студио, канцеларии и др. сервизни помещения.
Отначало библиотеката започва със 120 тома книги дарени от бившия медицински фелдшер на селото Тодор Янчев, който закупува за 500 лв. книги, предимно от руската и западна класика.
Към юни 1978 библиотеката разполага с 13 300 тома. В библиотеката се съхраняват 14 хил. тома. Годишно библиотеката има по 700 читатели, а през 1977 година са раздадени 6639 книги.

## Редовни събития
В с. Долни Луковит има няколко събития, които са уникални за селото, а именно на 7 май се провежда традиционният събор на селото, в края на април или началото на май Животновъдно дружество „Детелина“ провежда ежегодна изложба на селскостопански животни, на която присъстват специалисти от Селекционен център гр. Плевен, които оценяват представените животни.
Всяка година на 2 юни се извършва панихида в памет на загиналите жители на селото във войните 1912 – 1913 г. и 1915 – 1918 г.